# Агентство стандартизації НАТО
50°52′34.16″ пн. ш. 4°25′19.24″ сх. д. / 50.8761556° пн. ш. 4.4220111° сх. д.
Агентство стандартизації НАТО (англ. NATO Standardization Agency, NSA) — агенція НАТО, створена в 2001 році для обробки діяльності в галузі стандартизації, що була сформована шляхом злиття Військового агентства стандартизації та Управління стандартизації НАТО. Зазначена Агенція є виконавчою гілкою в організації НАТО для стандартизації, яку очолює директор Агентства НАТО зі стандартизації (англ. DNSA). Станом на 2014 рік директором даної Агенції був Емін Джихангір Акшит, якого було призначено на вказану посаду 1 липня 2010 р..
З 1 липня 2014 р. Агенція трансформована в Офіс стандартизації НАТО (англ. NSO) .
Агенція складається з військового і цивільного персоналу, який відповідає за стандартизацію в НАТО. Агенція надає стандартизацію Збройним силам членів НАТО з метою взаємодії між державами-членами НАТО. Також Агенція ініціює, керує і оприлюднює угоди про стандартизацію «Станаґ» (англ. STANAG).
Штаб-квартира Агенції розташована в головному штабі НАТО на бульварі Леопольда-III, B-1110 Брюссель (Бельгія), що знаходиться в районі «Харен» муніципалітету міста Брюсселя.

## Історія
24 жовтня 1950 р. під час четвертого засідання Військового комітету виникла потреба в утворенні агентства зі стандартизації. Першою агенцією зі стандартизації НАТО було «Агентство військової стандартизації» (англ. MSA), що створили 15 січня 1951 р. у м. Лондон. Ця установа була створена для військової стандартизації. У 1952 р. агентство було перейменоване в Військове агентства стандартизації (англ. MAS). У листопаді 1970 р. агентство було перенесено до м. Брюсселя в Бельгію.
У 1991 р. виникла пропозиція створити Агентство НАТО зі стандартизації. У 1994 р. було створено агентство зі стандартизації цивільного персоналу, Управління НАТО зі стандартизації (англ. ONS). Мала в 1995 р. імплементацію у Північноатлантичній раді. У 1998–2000 рр. НАТО офіційно з'єднав два згадані агентства, та перейменував їх в «Агентство стандартизації НАТО», в якому працювали військові й цивільні співробітники.
| Директори Агентства стандартизації НАТО | Період            | Період            | Національність | Посилання    |
| --------------------------------------- | ----------------- | ----------------- | -------------- | ------------ |
| контр-адмірал Ян Еріксен                | 1 жовтня 2001 р.  | 30 серпня 2003 р. | Норвегія       | [ 6 ] [ 11 ] |
| генерал-майор Джуліан Мей               | 1 вересня 2003 р. | 30 червня 2007 р. | Польща         | [ 11 ]       |
| віце-адмірал Хуан Морено                | 1 липня 2007 р.   | 30 червня 2010 р. | Іспанія        | [ 12 ]       |
| доктор наук Джихангір Акшит             | 1 липня 2010 р.   | 30 червня 2014 р. | Туреччина      | [ 5 ]        |

## Структура
Агенція є незалежною організацією, яка має спільне керівництво ради директорів за назвою «Комітет НАТО» зі стандартизації (англ. NCS), що кероване Північноатлантичною радою. Агенція та «Комітет НАТО» є «Групою співробітників стандартизації» (англ. NSSG) є складовою часткою «Організації НАТО зі стандартизації» (англ. NSO). Дана Агенція служить виконавчою гілкою. «Групи співробітників стандартизації» з малою групою працівників, які допомагають директорові Агенції в координації діяльності в рамках установи. Крім того, Агенція ділиться на адміністративні одиниці та п'ять філій:

- повітряна,
- армійська,
- об'єднана,
- військово-морська і
- політична та координаційна[7].

Директор Агенції НАТО зі стандартизації є головою Агенції, служить основним радником Військового комітету та Генерального секретаря НАТО. Директор вибирається «Комітетом НАТО» за схвалення Військовим комітетом. Генеральний секретар НАТО потім офіційно призначає директора строком на три роки. Генеральний секретар НАТО призначив колишнього директора «Військового агентства стандартизації» контр-адмірала Яна Еріксена як першого директора Агенції 1 жовтня 2001 р.. З моменту заснування було чотири директори Агенції. Останнім директором Агентства стандартизації НАТО був Сіханґе Акшіт.

## Угоди стандартизації
Угода стандартизації «Станаґ» (англ. STANAG) є документом, який визначає варіацію процесів, процедур, термінів та умов для загальних військових та технічних процедур. Або обладнання між країнами НАТО. Як тільки її приймають члени НАТО, то «Станаґ» дозволяє членам Альянсу співпрацювати. Директор Агенції має право оприлюднити «Станаґ» або союзники НАТО публікують «Станаґи» в базі даних англійською мовою чи французькою мовою, на своєму вебсайті.